# Biografielijst P-Pa

## P

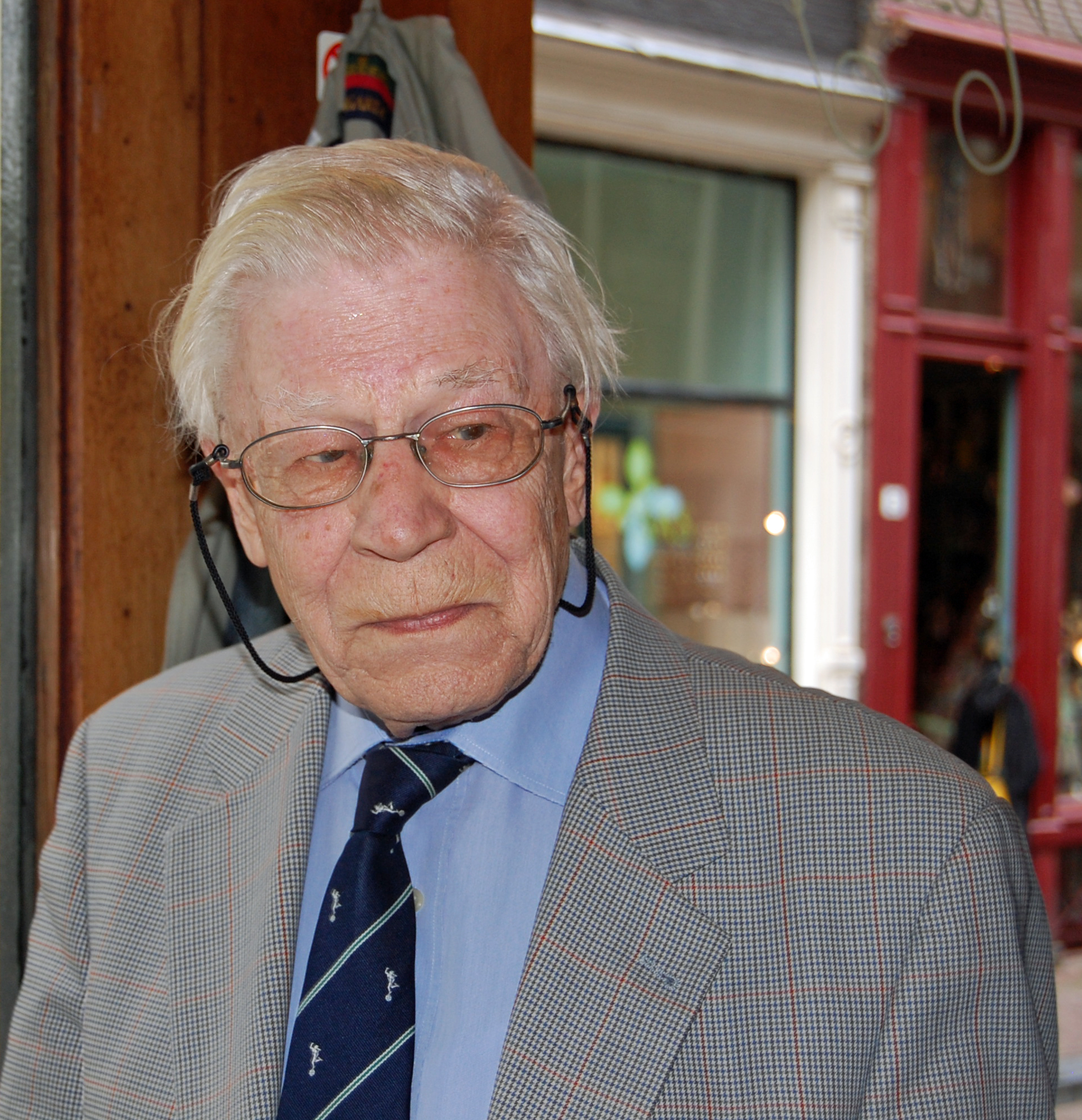
Drs. P

- Drs. P (1919-2015), Zwitsers-Nederlands liedjesschrijver en zanger (Heinz Hermann Polzer)

## Paa
- Svante Pääbo (1955), Zweeds bioloog
- Heinrich Paal (1895-1941), Estisch voetballer
- Rudi Van der Paal (1925-2010), Belgisch bestuurder, medeoprichter van de Volksunie
- Piet Paaltjens (1835-1894), Nederlands dichter en predikant (François HaverSchmidt)
- Boudewijn Paans (1943-2021), Nederlands schrijver en journalist
- Willem Anthony Paap (1856-1923), Nederlands advocaat en schrijver
- Eddy Paape (1920-2012), Belgisch stripauteur
- Gerrit Paape (1752-1803), Nederlands schilder en schrijver
- David Paas (1971), Belgisch voetballer
- René Paas (1966), Nederlands gemeentebestuurder
- Stefan Paas (1969), Nederlands schrijver en theoloog
- Bert Paasman (1938), Nederlands literatuurwetenschapper
- Johannes Pääsuke (1892-1918), Estisch fotograaf en filmmaker
- P.C. Paardekooper (1920-2013), Nederlands taalkundige
- Mika-Matti Paatelainen (1967), Fins voetballer en voetbalcoach
- Dominique Paats (1979), Nederlands accordeonist
- Cees Paauwe (1977), Nederlands voetbaldoelman

## Pac

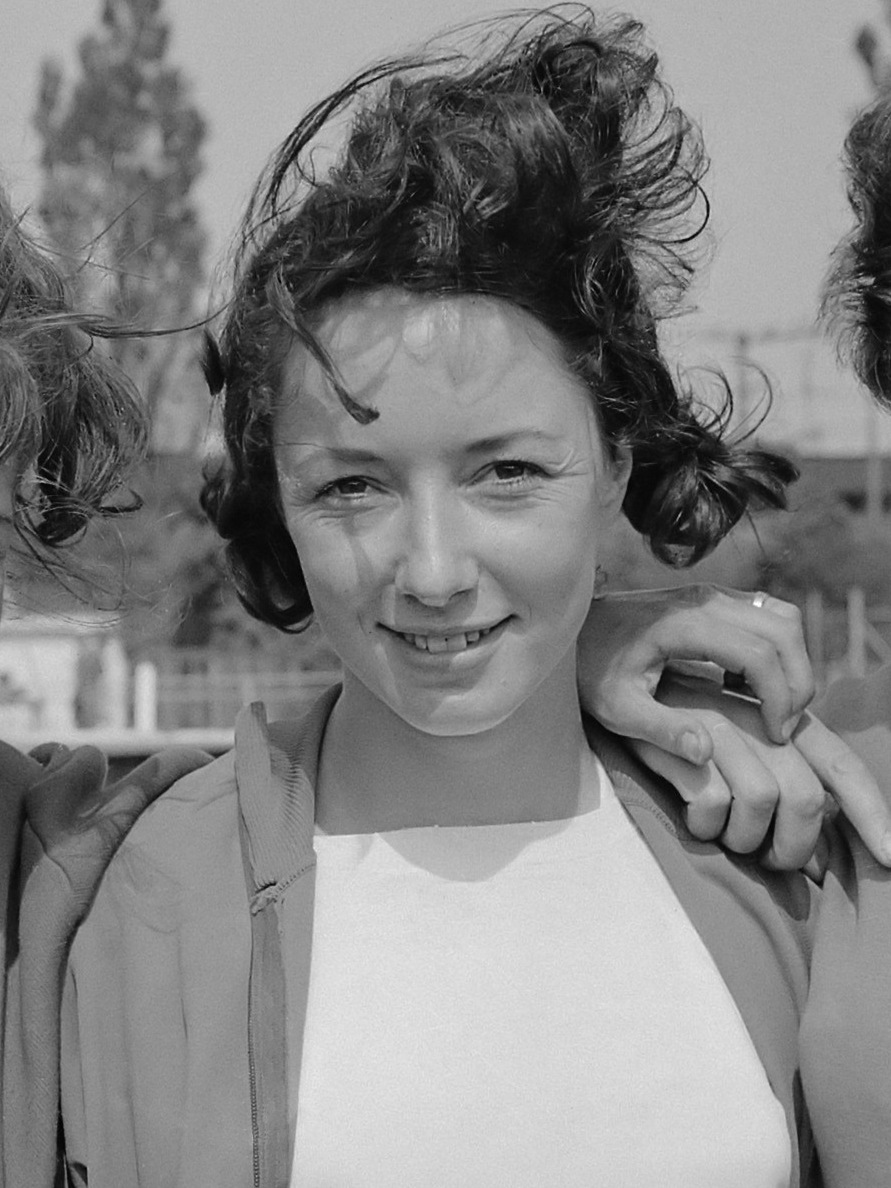
Ann Packer

- Pacal de Grote (605-683), koning van Palenque (615-683)
- Janko Pačar (1990), Zwitsers-Kroatisch voetballer
- Johnny Pacar (1981), Amerikaans acteur
- Amanda Pace (2000), Amerikaans actrice
- Carlos Pace (1944-1977), Braziliaans autocoureur
- Jim Pace (1961-2020), Amerikaans autocoureur
- Rachel Pace (2000), Amerikaans actrice
- Titinga Frédéric Pacéré (1943-2024), Burkinees dichter, griot en jurist
- Johann Pachelbel (1653-1706), Duits componist
- Ljoedmila Pachomova (1946-1986), Russisch kunstschaatsster
- Al Pacino (1940), Amerikaans acteur
- Jaromír (Jarda) Paciorek (1979-2025), Tsjechisch voetballer
- Antonio Pacinotti (1841-1912), Italiaans fysicus en elektrotechnicus
- Luca Pacioli (1445-1517), Italiaans wiskundige en econoom
- Jake Packard (1994), Australisch zwemmer
- Jim Packard (1931-1960), Amerikaans autocoureur
- Ann Packer (1942), Brits atlete
- James Packer (1926), Brits-Canadees theoloog
- Kevin Packet (1992), Belgisch voetballer
- Ralph Packet (1990), Belgisch politicus
- Manny Pacquiao (1978), Filipijns bokser
- Peter Pacult (1959), Oostenrijks voetballer en voetbaltrainer

## Pad
- Grace Padaca (1963), Filipijns radiopresentatrice en politicus
- Tanel Padar (1980), Ests zanger
- Duvashen Padayachee (1990), Australisch autocoureur
- Charley Paddock (1900-1943), Amerikaans atleet
- Kārlis Padegs (1911-1940), Lets kunstschilder
- Ambrosio Padilla (1910-1996), Filipijns jurist, basketballer en senator
- Francisco Padilla (1953), Filipijns rooms-katholieke geestelijke
- Jose Padilla jr. (1911-1978), Filipijns bokser en acteur
- Jose Padilla sr. (?-?), Filipijns politicus
- Nicanor Padilla (1852-1936), Filipijns medicus en politicus
- Osvaldo Padilla (1942), Filipijns rooms-katholieke geestelijke
- Tommaso Padoa-Schioppa (1940-2010), Italiaans bankier en politicus
- Annemiek Padt-Jansen (1921-2007), Nederlands harpiste en politica

## Pae
- Joris van der Paele (ca. 1370-1443), Vlaams kanunnik en scriptor
- Jetty Paerl (1921-2013), Nederlands zangeres
- Leander Paes (1973), Indiaas tennisser
- John Paesano (1977), Amerikaans filmcomponist
- Marcel Paeschen (1937), Belgisch voetballer
- Urmas Paet (1974), Estisch politicus

## Paf
- Christa Päffgen (1938-1988), Amerikaans model en zangeres

## Pag

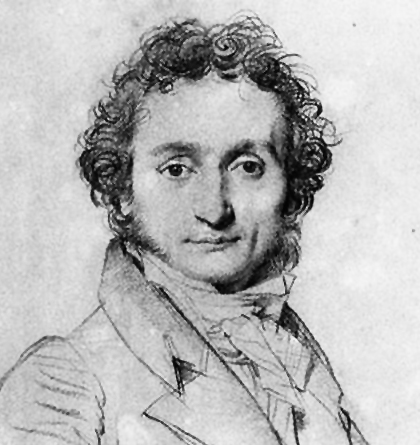
Niccolò Paganini

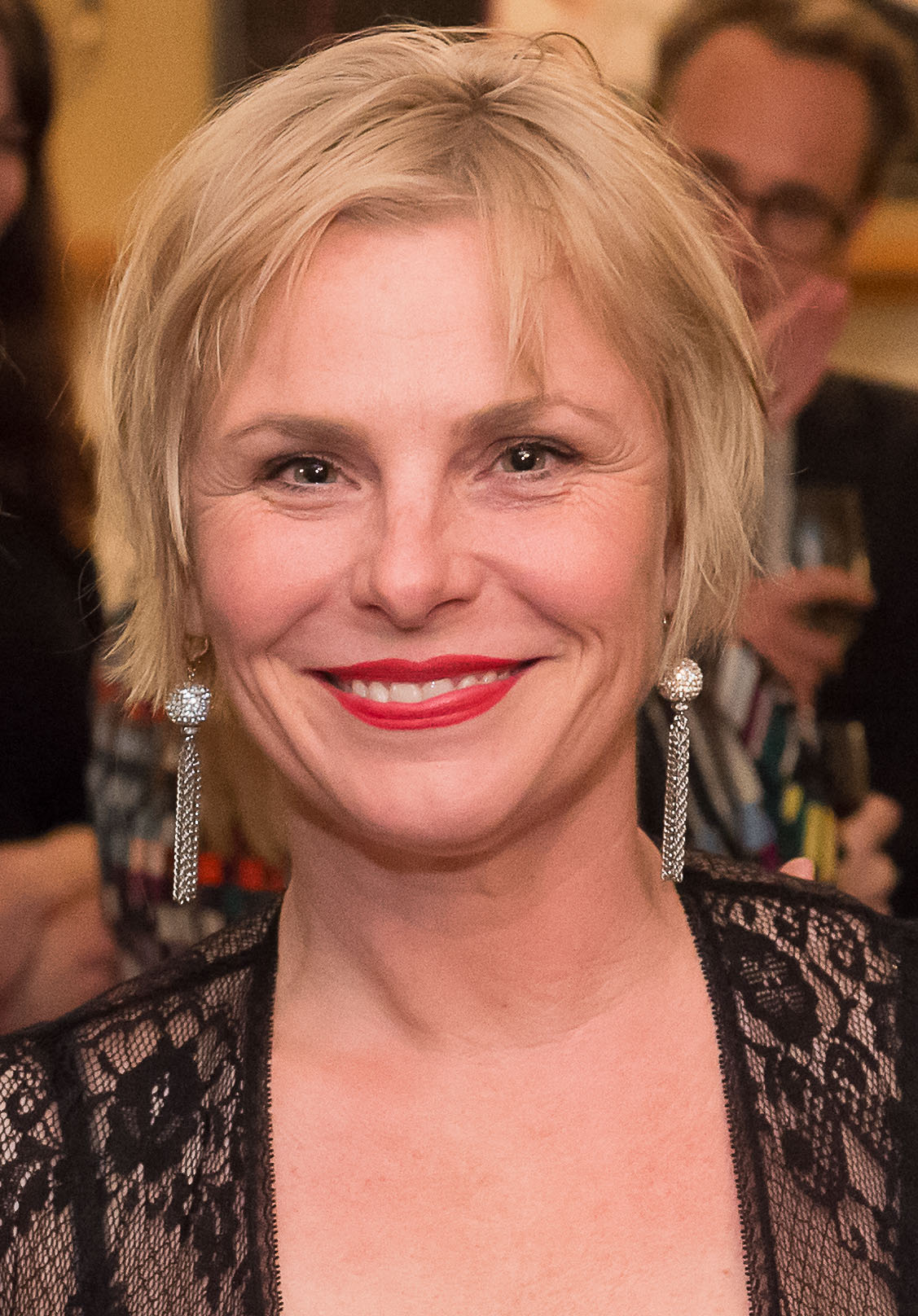
Angelica Page, 2015

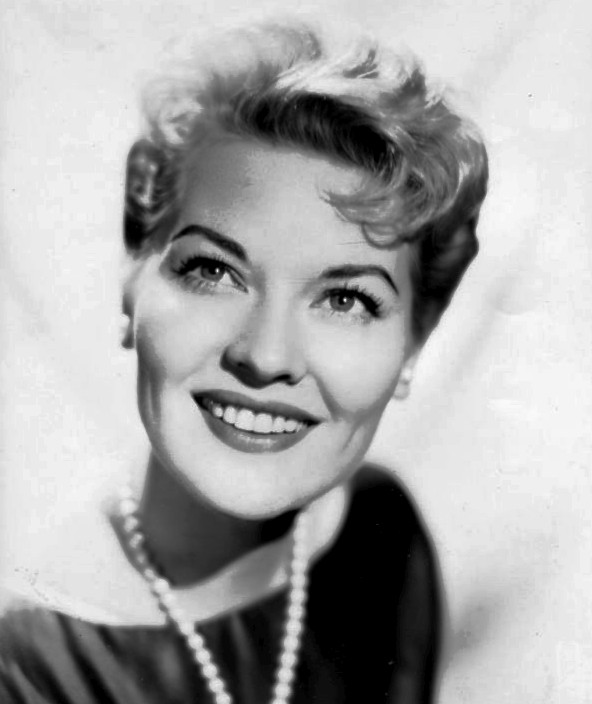
Patti Page

- Nello Pagani (1911-2003), Italiaans autocoureur
- Alexia Paganini (2001), Zwitsers-Amerikaans kunstschaatsster
- Niccolò Paganini (1782-1840), Italiaans componist en violist
- Leo Pagano (1920-1999), Nederlands radioverslaggever
- Angelica Page (1964), Amerikaans actrice
- Anita Page (1910-2008), Amerikaans actrice
- Bettie Page (1923-2008), Amerikaans fotomode
- Charles Grafton Page (1812-1868), Amerikaans elektrotechnicus
- Diamond Dallas Page (1956), Amerikaans professioneel worstelaar
- Elliot Page (1987), Canadees acteur
- Geneviève Page (1927-2025), Frans actrice
- Geraldine Page (1924-1987), Amerikaans actrice
- Gregory Page (1963), Brits zanger, gitarist en muziekproducent
- Harrison Page (1941), Amerikaans acteur
- Jean-Joseph Page (1791-1863), Zwitsers advocaat, rechter en politicus
- Jimmy Page (1944), Brits gitarist
- Jonathan Page (1976), Amerikaans veldrijder
- Larry Page (1973), Amerikaans computerwetenschapper en industrieel, medeoprichter van Google
- Malcolm Page (1982), Australisch zeiler
- Nick Page (2002), Amerikaans freestyleskiër
- Patricia Kathleen Page (1916-2010), Canadees schrijfster en dichteres
- Patti Page (1927-2013), Amerikaans zangeres
- Samuel Page (1979), Amerikaans acteur
- Val Page (1892-1978), Brits ingenieur en ontwerper van motorfietsen
- Walter Page (1900-1957), Amerikaans jazzbassist
- Nicole Paggi (1977), Amerikaans actrice
- Josip Pagliaruzzi (1859-1885), Sloveens dichter
- Joséphine Pagnier (2002), Frans schansspringster

## Pah
- Charles Pahlad (1942-2024), Surinaams musicus, ondernemer en politicus
- Farahnaz Pahlavi (1963), Iraans psycholoog en dochter van Reza Pahlavi
- Reza Pahlavi (1878-1944), Iraans sjah
- Boudewijn Pahlplatz (1971), Nederlands voetballer
- Theo Pahlplatz (1947-2023), Nederlands voetballer
- Boris Pahor (1913-2022), Sloveens schrijver
- Elisabeth Pähtz (1985), Duits schaakster
- Charles Pahud de Mortanges (1896-1971), Nederlands ruiter, sportbestuurder en militair

## Pai
- Haley Paige (1981-2007), Mexicaans-Amerikaans pornoactrice
- Janis Paige, geboren als Donna Mae Tjaden, (1922-2024), Amerikaans actrice
- Nam June Paik (1932-2006), (Zuid-)Koreaans-Amerikaans kunstenaar
- Géraldine Pailhas (1971), Frans actrice
- Kevin Painter (1967), Engels darter
- Jānis Paipals (1983), Lets langlaufer
- Arie Pais (1930-2022), Nederlands politicus
- Josh Pais (1964), Amerikaans acteur, filmregisseur, scenarioschrijver en cinematograaf
- Ian Paisley (1926-2014), Noord-Iers politicus en predikant

## Paj
- Eliseo Pajaro (1915-1984), Filipijns componist
- Mariana Pajón (1991), Colombiaans BMX'er
- Boris Paitsjadze (1915-1990), Georgisch voetballer

## Pak
- Tuheitia Paki (1955-2024), zevende Maori-koning
- Igor Paklin (1963), Sovjet-Russisch/Kirgizisch atleet
- André Pakosie (1955), Surinaams auteur
- Muchtar Pakpahan (1953), Indonesisch journalist, vakbondsvoorzitter en mensenrechtenverdediger
- Rolandas Paksas (1957), Litouws president (2003-2004)

## Pal

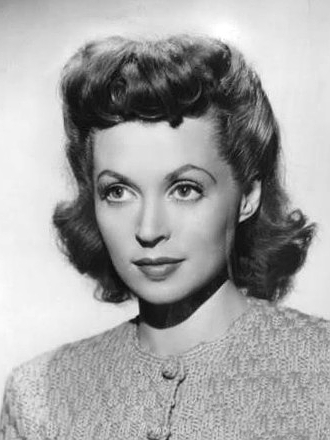
Lilli Palmer

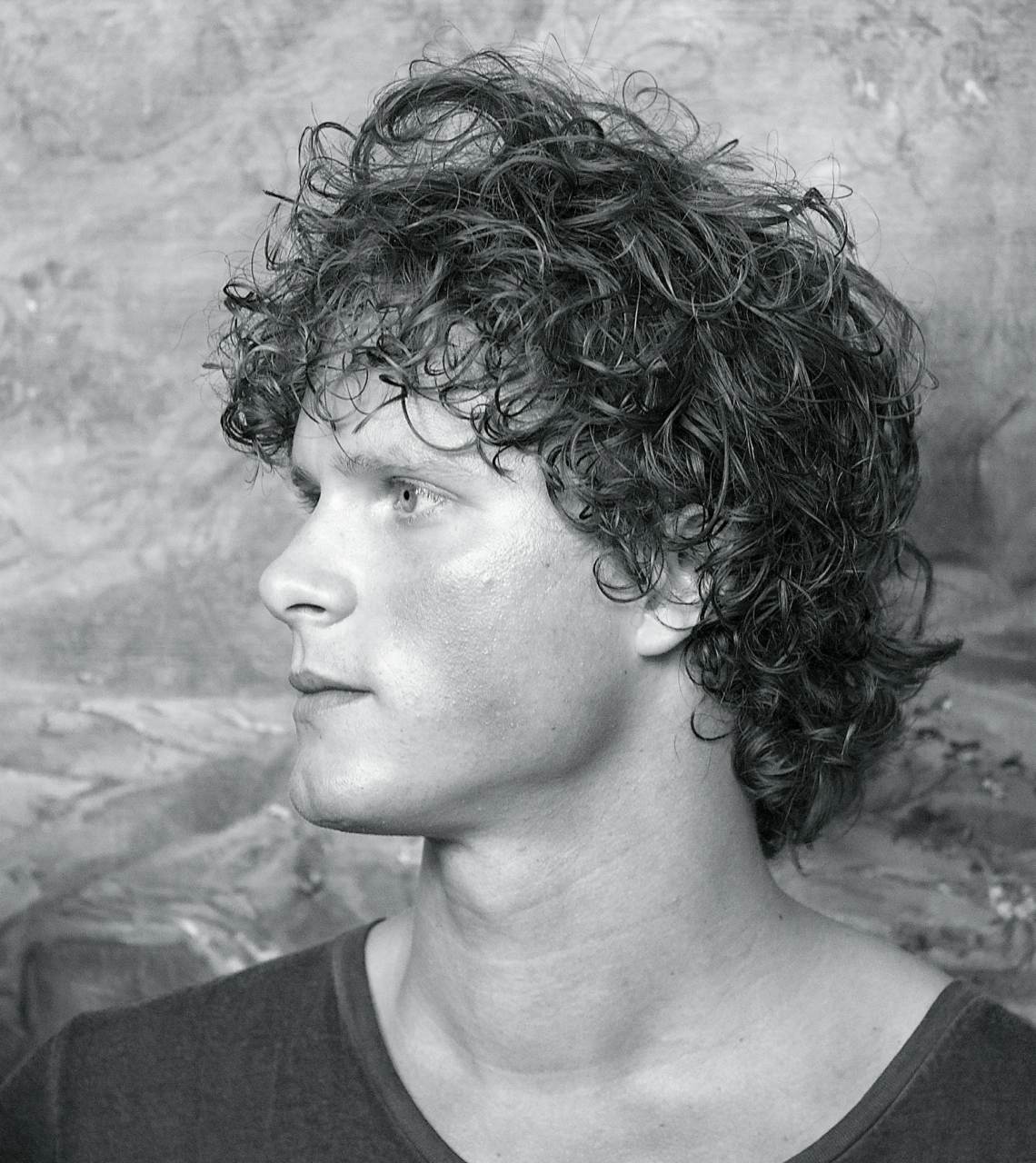
Adam Pålsson, 2014

- Jan Palach (1948-1969), Tsjechisch student
- Alfredo Palacio (1939-2025), president van Ecuador (2005-2007)
- Joaquin Palacio (1901-1989), Spaans autocoureur
- Loyola de Palacio (1950-2006), Spaans politica
- Rolando Palacios (1987), Hondurees atleet
- Santiago Palacios (1994), Mexicaans voetballer
- Concepción Palacios Herrera (1893-1981), Nicaraguaans arts en acitivist
- George Emil Palade (1912-2008), Roemeens-Amerikaans arts en celbioloog
- Vita Palamar (1977), Oekraïens atlete
- Jack Palance (1919-2006), Amerikaans acteur
- Eric Palante (1963-2014), Belgisch motorcrosser
- Georges Palante (1862-1925), Frans filosoof
- Andrzej Pałasz (1960), Pools voetballer
- Josep Palau i Fabre (1917-2008), Spaans schrijver en dichter
- Pablo Palazuelo (1916-2007), Spaans kunstschilder
- Victor Palciauskas (1941), Litouws-Amerikaans schaker
- Ioannis Paleokrassas, (1934-2021), Grieks politicus
- Andy Paley (1952-2024), Amerikaans songwriter, producer, componist en multi-instrumentalist
- Vanderlei Eustáquio de Oliveira (Palhinha) (1950-2023), Braziliaans voetballer en voetbaltrainer
- Pierre Palla (1902-1968), Nederlands pianist, organist en koordirigent
- Alisha Palmowski (2006), Brits autocoureur
- Jacky Pals (1947-1999), Belgisch stripauteur
- Adam Pålsson (1988), Zweeds acteur
- Massimo Pallottino (1909-1995), Italiaans archeoloog
- Giovanni Palestrina (ca. 1525-1594), Italiaans componist
- Natalia Palej (1905-1981), dochter van Grootvorst Paul Aleksandrovitsj van Rusland
- Vladimir Palej (1897-1918), Russisch dichter, zoon van Grootvorst Paul Aleksandrovitsj van Rusland
- Jan Palfijn (1650-1730), Vlaams verloskundige
- Tea Palić (1991), Kroatisch alpineskiester
- Shesha Palihakkara (1928-2009), Sri Lankaans balletdanser, acteur, regisseur en producent
- Sarah Palin (1964), Amerikaans journaliste en politica
- Koen Palinckx (1969), Belgisch politicus
- Krystyna Pałka (1983), Pools biatlete
- Adolph Warner van Pallandt van Beerse (1780-1848), Nederlands politicus
- Frederik Jacob Willem van Pallandt van Keppel (1825-1888), Nederlands politicus
- Torsten Palm (1947), Zweeds autocoureur
- José Palma (1876-1903), Filipijns dichter
- Jose Palma (1950), Filipijns aartsbisschop
- Rafael Palma (1874-1933), Filipijns minister en senator
- Henry Palmé (1907-1987), Zweeds atleet
- Olof Palme (1927-1986), Zweeds politicus
- Annie Palmen (1926-2000), Nederlands zangeres
- Connie Palmen (1955), Nederlands schrijfster
- Earl Palmer (1924-2008), Amerikaans drummer
- Barbara Palmer (1640-1709), Engels minnares van Karel II
- Jolyon Palmer (1991), Brits autocoureur
- Jonathan Palmer (1956), Brits autocoureur
- Joshua Palmer (1991), Australisch zwemmer
- Kirk Palmer (1986), Australisch zwemmer
- Kylie Palmer (1990), Australisch zwemster
- Lilli Palmer (1914-1986), Duits actrice
- Michael Palmer (1942-2013), Amerikaans schrijver
- Robert Palmer (1949-2003), Brits popmusicus
- Will Palmer (1997), Brits autocoureur
- Richard Palmer-James (1947), Engels tekstschrijver
- Santeri Paloniemi (1993), Fins alpineskiër
- Alberto Paloschi (1990), Italiaans voetballer
- Károly Palotai (1935-2018), Hongaars voetballer en voetbalscheidsrechter
- Alex Palou (1997), Spaans autocoureur
- Gregorio Paltrinieri (1994), Italiaans zwemmer
- Gwyneth Paltrow (1972), Amerikaans actrice
- Margaretha van Palts-Zweibrücken (1456-1527), Duits abdis
- Phillip Paludan (1938-2007), Amerikaans geschiedkundige

## Pam
- Max Pam (1946), Nederlands journalist, schaker, schrijver en televisiemaker
- Arnaldo Pambianco (1935-2022), Italiaans wielrenner
- Alen Pamić (1989-2013), Kroatisch voetballer
- Orhan Pamuk (1952), Turks schrijver

## Pan

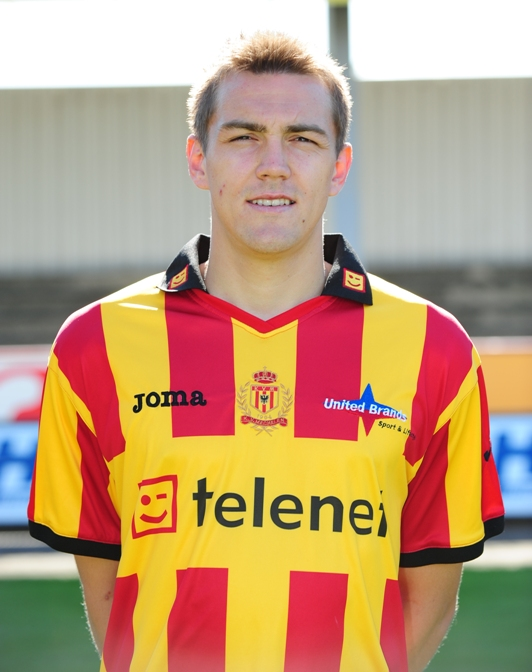
Boris Pandža

- Andrej Panadić (1969), Kroatisch voetballer en scout
- Bernard Panafieu (1931), Frans kardinaal en aartsbisschop
- Vladko Panajotov (1950), Bulgaars wetenschapper en politicus
- Panamarenko (1940-2019), Belgisch kunstenaar
- Igor Panarin (1958), Russisch politicoloog en professor
- Darko Pančev (1965), Macedonisch voetballer
- Nelson Panciatici (1988), Frans autocoureur
- Šárka Pančochová (1990), Tsjechisch snowboardster
- Miklós Páncsics (1944-2007), Hongaars voetballer
- Klaas Pander (1867-1940), Nederlands schaatser
- Dimitrios Pandermalis (1940-2022), Grieks archeoloog
- Riste Pandev (1994), Macedonisch atleet
- Boris Pandža (1983), Bosnisch-Kroatisch voetballer
- Antonín Panenka (1948), Tsjecho-Slowaaks voetballer
- Rolando Panerai (1924), Italiaans bariton
- Wanda Panfil (1959), Pools atlete
- Pang Qing (1979), Chinees kunstschaatsster
- John Pandellis (1896-1965), Grieks-Nederlands kunstschilder en decorbouwer
- Theodoros Michail Pangalos (1878-1952), Grieks politicus en militair
- Theodoros Pangalos (1938-2023),Grieks jurist, econoom en politicus
- Jose Maria Panganiban (1863-1890), Filipijns schrijver en patriot
- Luc Panhuysen (1962), Nederlands historicus en journalist
- Paul Panhuysen (1934-2015), Nederlands componist en kunstenaar
- Alberto J. Pani (1878-1955), Mexicaans politicus en econoom
- Franco Cosimo Panini (1931-2007), Italiaans uitgever
- Aurélien Panis (1994), Frans autocoureur
- Constant Panis (1891-1972), Nederlands architect
- Olivier Panis (1966), Frans autocoureur
- Archie Panjabi (1972), Brits actrice
- Sergej Pankejev (1887-1979), de belangrijkste patiënt van Sigmund Freud
- Emmeline Pankhurst (1858-1928), Brits suffragette
- John Pankow (1954), Amerikaans acteur
- Denis Pankratov (1974), Russisch zwemmer
- Eddie Panlilio (1953), Filipijns priester en gouverneur van Pampanga
- Joseph Pannaye (1922-2009), Belgisch voetballer en trainer
- Laurens Pannecoucke (1988), Belgisch kajakker
- Kelly Pannek (1995), Amerikaans ijshockeyster
- Erwin Panofsky (1892-1968), Joods-Duits-Amerikaans kunsthistoricus
- Wolfgang Panofsky (1919-2007), Duits-Amerikaans natuurkundige
- Theresia van der Pant (1924-2013), Nederlands beeldhouwster en tekenares
- Périclès Pantazis (1849-1884), Grieks schilder
- Anton Pannekoek (1873-1960), Nederlands sterrenkundige
- Fred Panopio (1939-2010), Filipijns zanger en acteur
- Ralph Pans (1952), Nederlands ambtenaar en politicus
- Alexei Adam Panshin'' (1940-2022), Amerikaanse schrijver
- Jindřich Panský (1960), Tsjechisch tafeltennisser
- Alexis Pantchoulidzew (1888-1968), partner van prinses Armgard
- Marko Pantelić (1978), Servisch voetballer
- Christian Panucci (1973), Italiaans voetballer

## Pao
- Paola (1937), koningin van België
- Raffaele Paolucci (1892-1958), Italiaans militair

## Pap

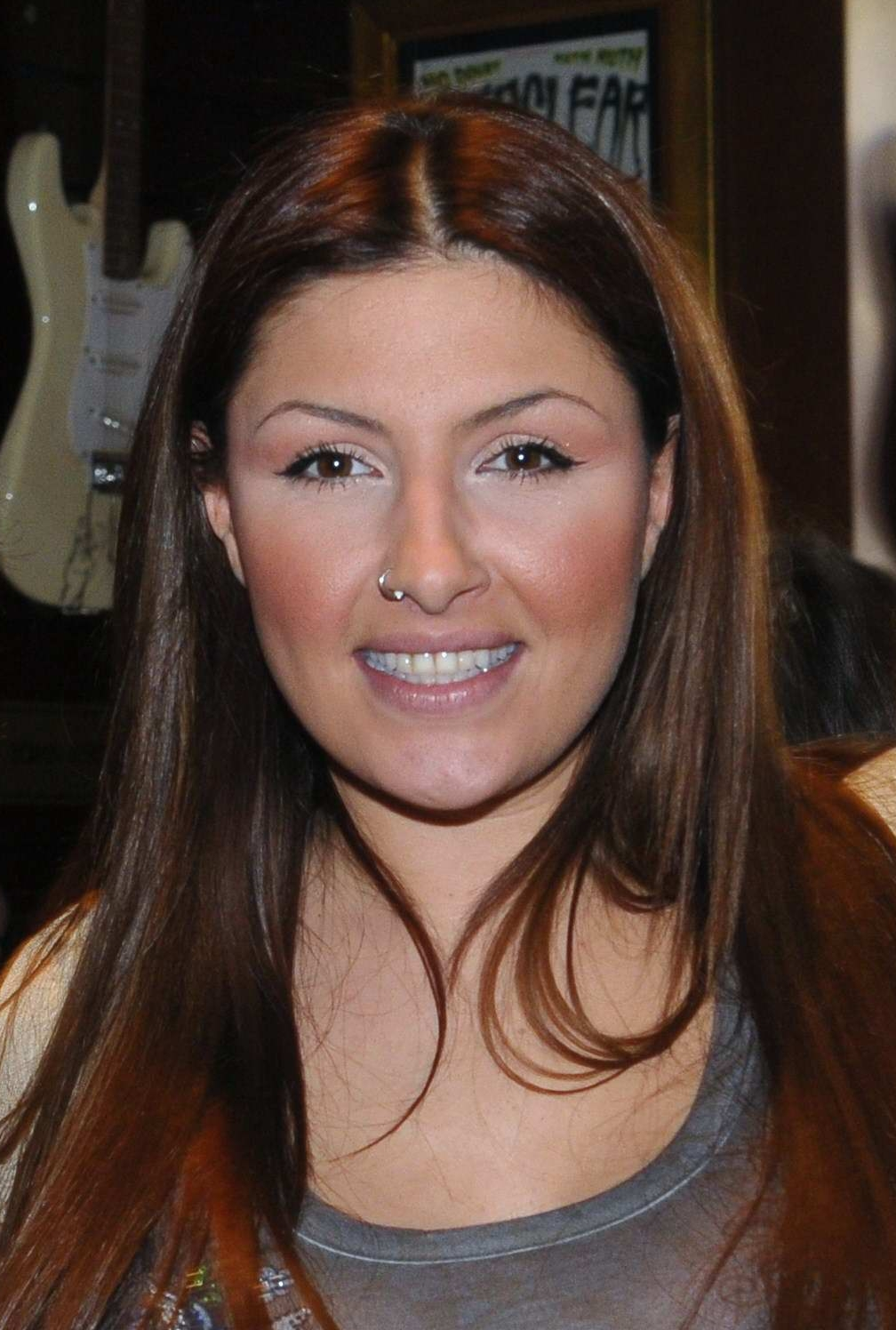
Elena Paparizou

- Gabriella Papadakis (1995), Frans kunstschaatsster
- Georgios Papadopoulos (1919-1999), Grieks militair en politicus
- Kyriakos Papadopoulos (1992), Grieks voetballer
- Antigoni Papadopoulou (1954), Cypriotisch politica en scheikundige
- Michal Papadopulos (1985), Tsjechisch voetballer
- Sophia Papamichalopoulou (1990), Cypriotisch alpineskiester
- Andreas Papandreou (1919-1996), Grieks premier
- Giorgos Papandreou jr. (1952), Grieks premier
- Giorgos Papandreou sr. (1888-1968), Grieks premier
- Vasso Papandréou (1944-2024), Grieks politica
- Georgios Papanikolaou (1883-1962), Griekse arts en uitvinder
- Zoë Papaikonomou (1982), Nederlands onderzoeksjournalist, docent, schrijver en podcastmaker
- Ivan Papanin (1894-1986), Russisch poolonderzoeker
- Elena Paparizou (1982), Zweeds-Grieks popzangeres, winnares Eurovisiesongfestival 2005
- Irene Papas (1929-2022), Grieks actrice en zangeres
- Evagoras Papasavvas (2007), Amerikaans-Cypriotisch autocoureur
- Antigona Papazicopol (1915), Roemeens marionettenspeler
- Zlatko Papec (1934-2013), Kroatisch voetballer en voetbalcoach
- Franz von Papen (1879-1969), Duits politicus, diplomaat en oorlogsmisdadiger
- Søren Pape Poulsen (1971-2024), Deens politicus
- Reinier Paping (1931-2021), Nederlands schaatser
- Maurice Papon (1910-2007), Frans politiefunctionaris, politicus en oorlogsmisdadiger
- Karolos Papoulias (1929-2021), Grieks politicus
- Sean Pappas (1966), Zuid-Afrikaans golfer
- Tom Pappas (1976), Amerikaans atleet
- Peter Pappenheim (1926), Nederlands alpineskiër

## Paq
- Michaël Paquay (1972-1998), Belgisch motorcoureur
- Désiré Pâque (1867-1939), Belgisch componist en muziekpedagoog
- Jordan Paquot (1998), Belgisch atleet

## Par

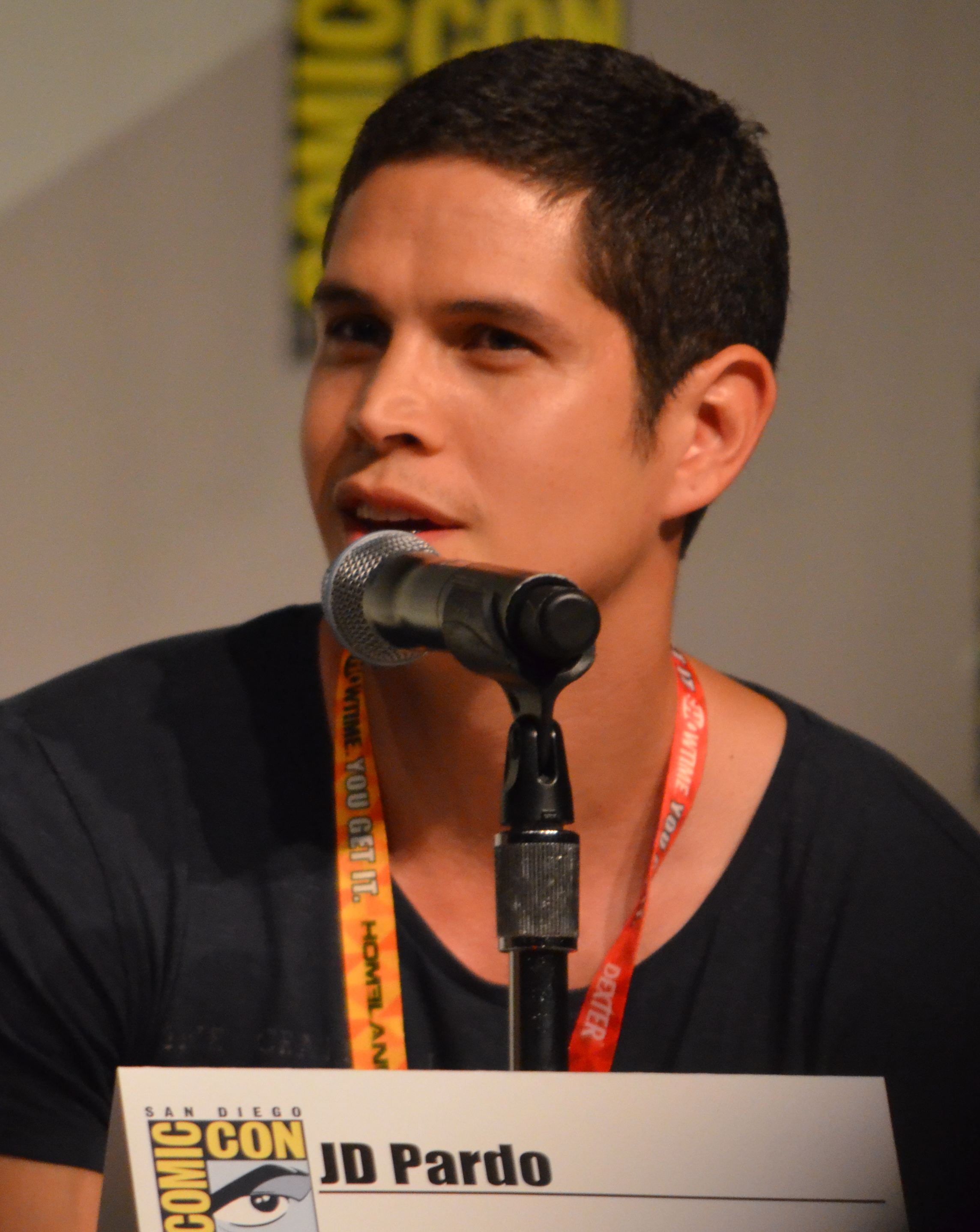
J.D. Pardo

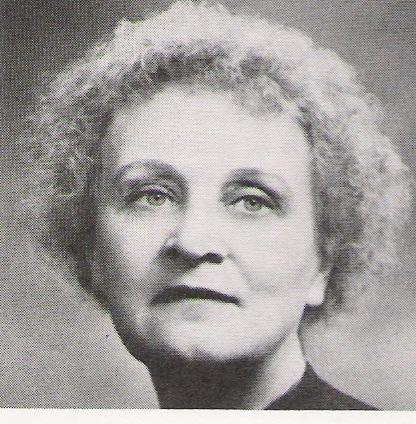
Helen Parkhurst

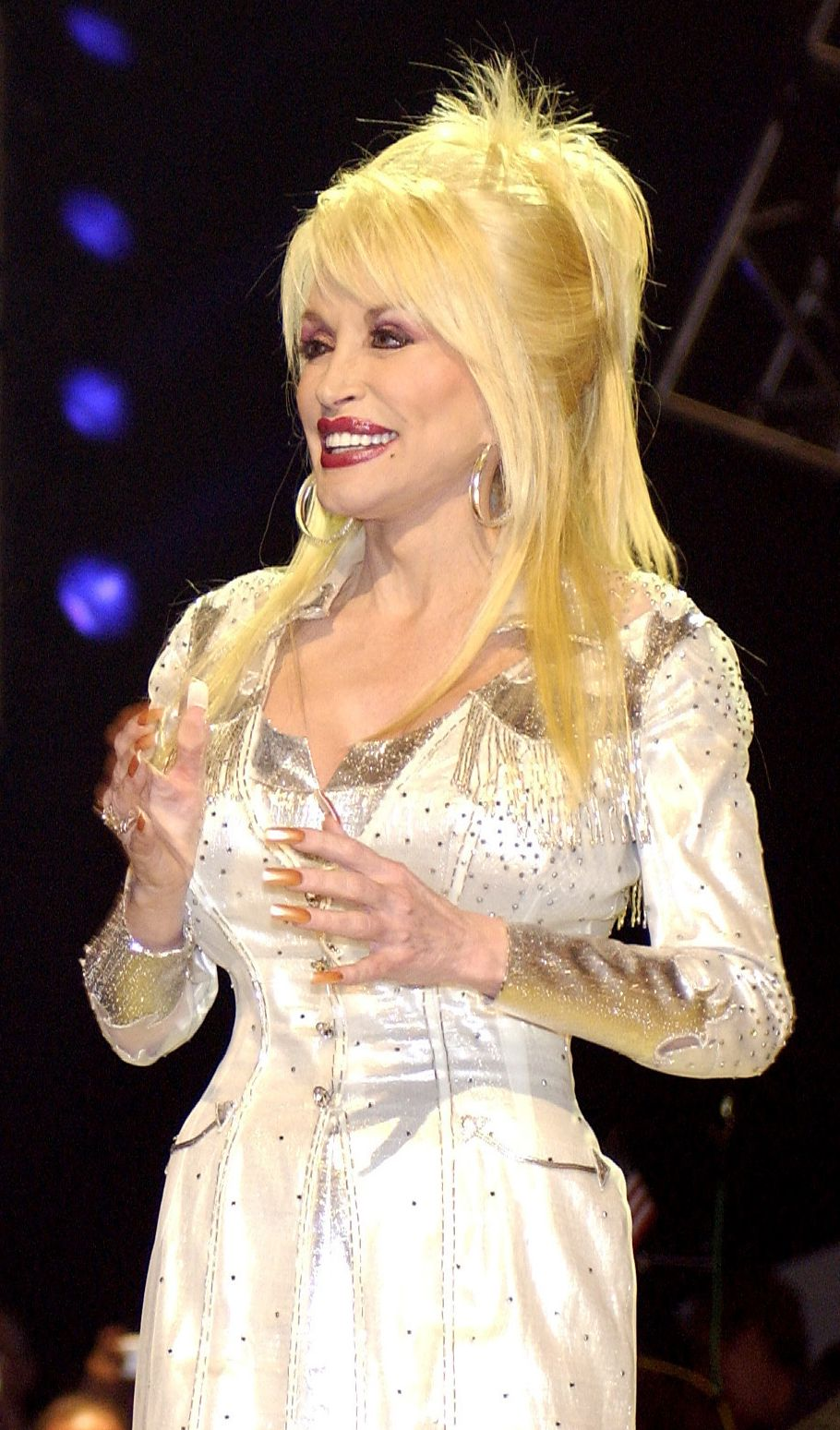
Dolly Parton

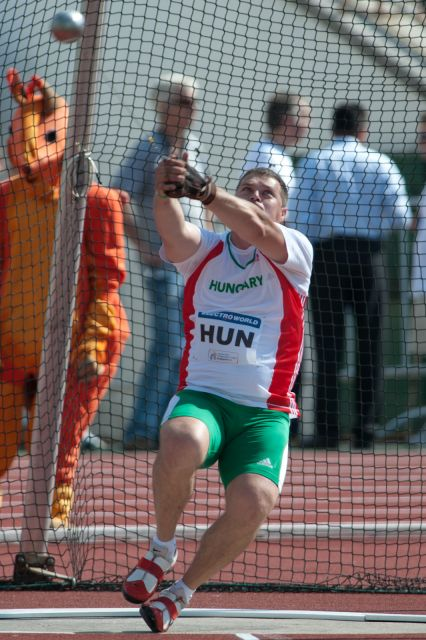
Krisztián Pars

- Jan van Paradijs (1946-1999), Nederlands astrofysicus
- Maria Theresia von Paradis (1759-1824), Oostenrijks componiste en musiciste
- Vanessa Paradis (1972), Frans zangeres en actrice
- Salma Paralluelo (2003), Spaans atlete/voetbalster
- Paraluman (1923-2009), Filipijns actrice
- Ricardo Paras jr. (1891-1984), Filipijns politicus en rechter
- Rudolf Paravicini (1815-1888), Zwitsers ondernemer, politicus en generaal
- Scott Parazynski (1961), Amerikaans arts, astronaut, sporttrainer en bergbeklimmer
- Hansle Parchment (1990), Jamaicaans atleet
- Alain Pardaen (1961), Belgisch politicus
- Agnes Pardaens (1956), Belgisch atlete
- Rodney Pardey (1945-2020), Amerikaans professioneel pokerspeler
- J.D. Pardo (1980), Amerikaans acteur
- Gers Pardoel (1981), Nederlands rapper
- Kip Pardue (1975), Amerikaans acteur en model
- Ambroise Paré (1509-1590), Frans arts
- Ru Paré (1896-1972), Nederlands verzetsstrijdster en kunstschilderes
- Esteban Paredes (1980), Chileens voetballer
- Jonathan Paredes (1989-2025), Colombiaans wielrenner
- Mariano Paredes y Arrillaga (1797-1849), Mexicaans politicus en militair
- Marisa Paredes (1946-2024), Spaans actrice
- Rizon Parein (?), Belgisch grafisch ontwerper
- Victor Parein (1885-1966), Belgisch bestuurder
- Juan Gabriel Pareja (1978), Amerikaanse acteur
- Álvaro Parente (1984), Portugees autocoureur
- Armando Parente (1989), Portugees autocoureur
- Gabriel Parès (1860-1934), Frans componist en dirigent
- Paula Pareto (1986), Argentijns judoka
- Vilfredo Pareto (1848-1923), Italiaans econoom
- Mariska Parewyck {1988}, Belgisch atlete
- Derek Parfit (1942-2017), Brits filosoof
- Judy Parfitt (1935), Brits actrice
- Rick Parfitt (1948-2016) Brits musicus
- Sukhumbhand Paribatra (1952), Thais politicus en gouverneur van Bangkok
- Gino Pariani (1928-2007), Amerikaans voetballer
- Egbert van Paridon (1920-2011), Nederlands acteur en regisseur
- Dominik Paris (1989), Italiaans alpineskiër
- Gaston Paris (1839-1903), Frans literatuurhistoricus en filoloog
- Angelo Parisi (1953), Brits-Frans judoka
- Giorgio Parisi (1948), Italiaans theoretisch natuurkundige en Nobellaureaat
- Annie Parisse (1975), Amerikaans actrice
- Clément Parisse (1993), Frans langlaufer
- Chan-wook Park (1963), Zuid-Koreaans filmregisseur, -producent en scriptschrijver
- Park Chung-hee (1912-2008), Zuid-Koreaans staatsman
- Park Chu-young (1985), Zuid-Koreaans voetballer
- Grace Park (1974), Amerikaans-Canadees actrice
- Park Hae-jung (1972), Zuid-Koreaans tafeltennisspeelster
- Hettienne Park (1973), Amerikaans actrice
- Park Ji-sung (1981), Zuid-Koreaans voetballer
- Park Joo-bong (1964), Zuid-Koreaans badminton-speler
- Keith Park (1892-1975), Nieuw-Zeelands militair
- Park Kyung-mo (1975), Koreaans boogschutter
- Linda Park (1978), Amerikaans actrice
- Megan Park (1986), Canadees actrice
- Michael Park (1966-2005), Brits rallynavigator
- Michael Park (1968), Amerikaans acteur
- Park Mi-hyun (1986), Zuid-Koreaans hockeyster
- Park Mi-young (1981), Zuid-Koreaans tafeltennisspeelster
- Nick Park (1958), Brits animator
- Randall Park (1974), Amerikaans acteur, filmregisseur, scenarioschrijver en komiek
- Ray Park (1974), Schots stuntman en acteur
- Robert L. Park (1931), Amerikaans natuurkundige
- Park Shin-hye (1990), Zuid-Koreaans actrice en zangeres
- Park So-youn (1997), Zuid-Koreaans kunstschaatsster
- Sung Baek Park (1985), Zuid-Koreaans wielrenner
- Park Sung-hyun (1983), Koreaans boogschutter
- Sydney Park (1997), Amerikaanse actrice en komiek
- Park Tae-Hwan (1989), Zuid-Koreaans zwemmer
- Willie Park sr. (1834-1903), Schots golfprofessional
- Willie Park jr. (1864-1925), Schots golfprofessional
- Park Yong-ha (1977-2010), Zuid-Koreaans acteur en zanger
- Evan Parke (1968), Jamaicaans/Amerikaans acteur
- Ace Parker (1912-2013), Amerikaans honkballer
- Alan Parker (1944-2020), Brits filmmaker
- Andrea Parker (1970), Amerikaans actrice
- Eleanor Parker (1922-2013), Amerikaans actrice
- Gloria Parker (1921-2022), Amerikaans muzikante
- Noelle Parker (1971), Amerikaans actrice
- Norman Parker, Amerikaans acteur
- Sarah Jessica Parker (1965), Amerikaans actrice
- Steven Christopher Parker (1989), Amerikaans acteur
- Tom Parker (1944-2013), Brits musicus
- Tom Parker (1988-2022), Brits zanger
- Trey Parker (1969), Amerikaans animatiefilmmaker en regisseur
- April Parker-Jones, Amerikaans actrice
- Broc Parkes (1981), Australisch motorcoureur
- Mike Parkes (1941-1977), Brits autocoureur
- Arthur Parkin (1952-2023), Nieuw-Zeelands hockeyer
- Helen Parkhurst (1887-1973), Amerikaans pedagoge
- Bradford Parkinson (1935), Amerikaans kolonel, ingenieur en uitvinder (gps)
- Cyril Northcote Parkinson (1909-1993), Brits marine-historicus en auteur
- James Parkinson (1755-1824), Brits arts
- Bobby Parks (1962-2013), Amerikaans basketballer
- Gordon Parks (1912-2006), Amerikaans componist, dichter, fotograaf, regisseur en schrijver
- Parmenides (5e eeuw v.Chr.), Grieks filosoof
- Armand Parmentier (1954), Belgisch atleet
- Herman Parmentier (1947), Belgisch atleet
- Koene Dirk Parmentier (1904-1948), Nederlands vliegenier
- Pannalal Parmessar (1936-2011), Surinaams politicus
- Rabin Parmessar (1952), Surinaams politicus
- Marco Parnela (1981), Fins voetballer
- Charles Parnell, Amerikaans acteur
- Reg Parnell (1911-1964), Brits autocoureur
- Tim Parnell (1932), Brits autocoureur
- András Paróczai (1956), Hongaars atleet
- Ángel Parra (1943-2017), Chileens zanger
- Arantxa Parra Santonja (1982), Spaans tennisster
- Carolina Parra (1978), Braziliaans gitarist en drummer
- Pim de la Parra (1940-2024), Surinaams-Nederlands filmregisseur
- Gonzalo Parra-Aranguren (1928), Venezolaans hoogleraar en rechter
- Jim Parrack (1981), Amerikaans acteur
- Ted van der Parre (1955), Nederlands krachtsporter en Sterkste Man van de Wereld
- Antônio Parreiras (1860-1937), Braziliaans kunstschilder en illustrator
- Paul Parrin (1811-1883), Belgisch liberaal politicus en burgemeester
- Mariam Parris, Engels actrice
- Julie Parrish (1940-2003), Amerikaans actrice en uitvoerend producente
- Peter Parros (1960), Amerikaans acteur, filmproducent en scenarioschrijver
- Maxence Parrot (1994), Canadees snowboarder
- John Parrott (1964), Engels snookerspeler
- Matt Parry (1994), Welsh autocoureur
- Krisztián Pars (1982), Hongaars atleet
- Serge Parsani (1952), Italiaans wielrenner en ploegleider
- Karl Pärsimägi (1902-1942), Estisch kunstschilder
- Anja Pärson (1981), Zweeds alpineskiester
- Alan Parsons (1949), Brits componist, producer en zanger
- Chuck Parsons (1924-1999), Amerikaans autocoureur
- Dominic Parsons (1987), Brits skeletonracer
- Estelle Parsons (1927), Amerikaans actrice
- Johnnie Parsons (1918-1984), Amerikaans autocoureur
- Nicholas Parsons (1923-2020), Brits presentator, acteur en komiek
- John Part (1966), Canadees darter
- Arvo Pärt (1935), Estisch componist
- Devika Partiman (1988), Nederlands sociaal activiste
- Dolly Parton (1946), Amerikaans zangeres
- Juhan Parts (1966), Estisch politicus
- Artur Partyka (1969), Pools atleet
- Aki Parviainen (1974), Fins atleet
- Kaisa Parviainen (1914-2002), Fins atlete
- Lorin Parys (1976), Belgisch politicus

## Pas

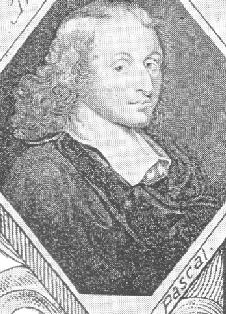
Blaise Pascal

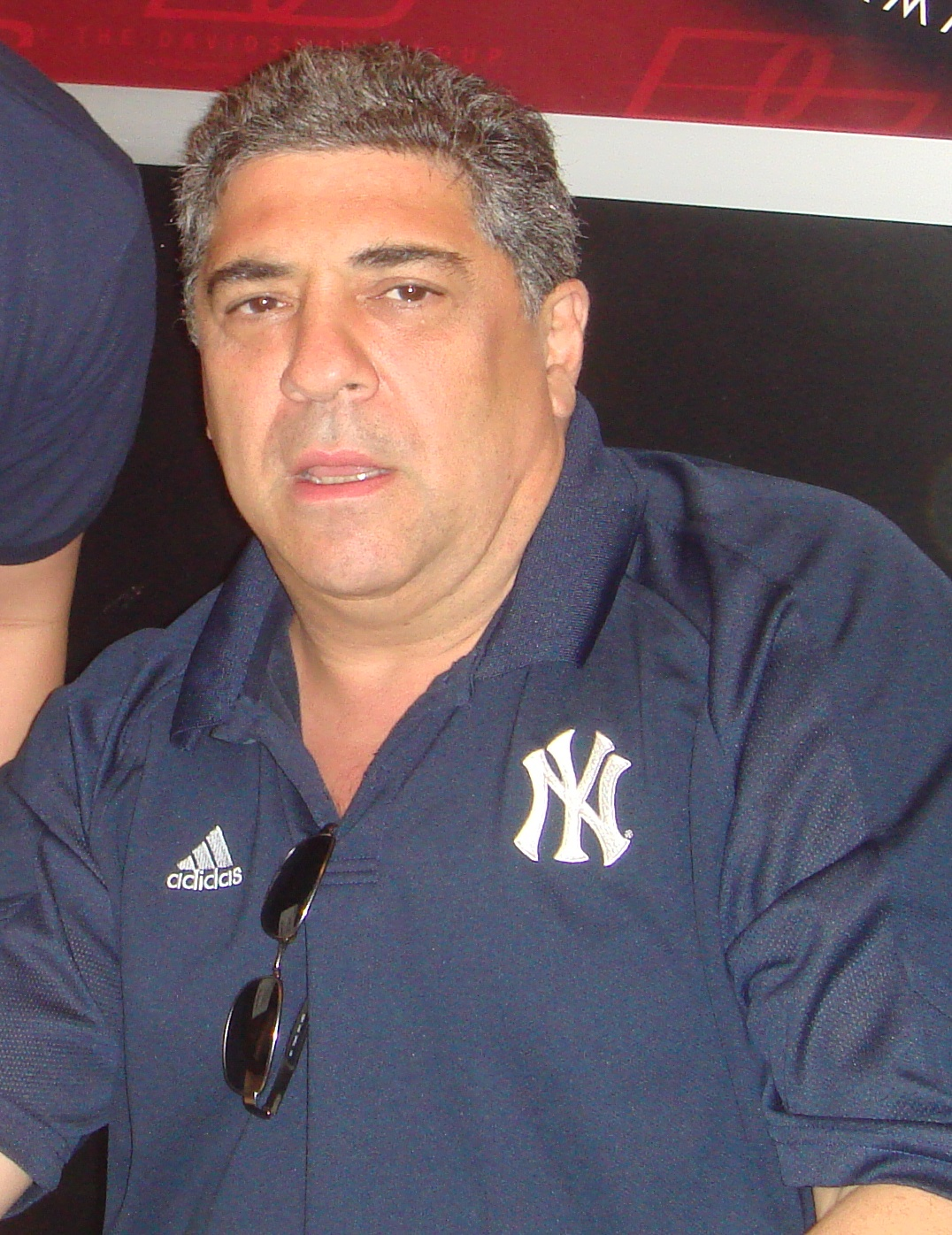
Vincent Pastore, Juni 2006

- Barbara Pas (1981), Belgisch politica
- Benito van de Pas (1993), Nederlands darter
- Hans van der Pas (1964), Nederlands politicus
- Jacoba van der Pas (1894-1956), Nederlands danseres
- Jean-Pierre Pas (1968), Nederlands voetballer
- Johannis Pas (1869-1937), Nederlands politicus
- Louis Pas (1931-2013), Belgisch pianist en muziekpedagoog
- Marijke van der Pas (?), Nederlands bridgespeelster
- Michaël Pas (1966), Belgisch acteur
- Niek Pas (1970), Nederlands historicus
- Nikki van de Pas (1993), Nederlands voetbalster
- Piet van der Pas (1953), Nederlands acteur en regisseur
- Stéphanie van der Pas (?), Nederlands wiskundige
- Theo van der Pas (1902-1986), Nederlands pianist en muziekpedagoog
- Wilfried Pas (1940-2017), Belgisch beeldhouwer, tekenaar en graficus
- Mario Pašalić (1995), Kroatisch voetballer
- Luis Pasamontes (1979), Spaans wielrenner
- Blaise Pascal (1623-1662), Frans theoloog, filosoof, wis- en natuurkundige
- Ernst van der Pasch (1974), Nederlands cabaretier
- Pius Paschke (1990), Duits schansspringer
- Braz Paschoalin (1948-2010), Braziliaans politicus
- Hermeto Pascoal (1936), Braziliaans musicus, componist, arrangeur en bandleider
- Taida Pasić (1987), Servisch-Kosovaars scholiere, ex-asielzoekster en ex-verblijfsvergunningverzoekster
- Juliana Pasha (1980), Albanees zangeres
- Damien Pasini (1984), Frans autocoureur
- Ali Pasja (1741-1822), pasja en gouverneur van Albanië en Epirus
- Maksim Pasjajev (1988-2008), Oekraïens voetballer
- Viktor Paskow (1949-2009), Bulgaars schrijver en musicus
- Pier Paolo Pasolini (1922-1975), Italiaans dichter, schrijver en filmregisseur
- Giuseppe Pasotto (1954), Italiaans geestelijke en bisschop van de Rooms-Katholieke Kerk
- Giovanni Passannante (1849-1910), Italiaans anarchist
- Dick Passchier (1933), Nederlands presentator
- Rob Passchier (1964), Nederlands dichter en podiumkunstenaar
- Jan Sjoerd Pasterkamp (1944), Nederlands zendeling, predikant en bestuurder
- Boris Pasternak (1890-1960), Russisch schrijver en Nobelprijswinnaar
- Louis Pasteur (1822-1895), Frans scheikundige en bioloog
- Oskar Pastior (1927-2006), Roemeens-Duits journalist, dichter, schrijver en vertaler
- Vincent Pastore (1946), Amerikaans acteur en filmproducent
- Jaco Pastorius (1951-1987), Amerikaans basgitarist
- Marco Pastors (1965), Nederlands politicus
- Remko Pasveer (1983), Nederlands voetballer

## Pat

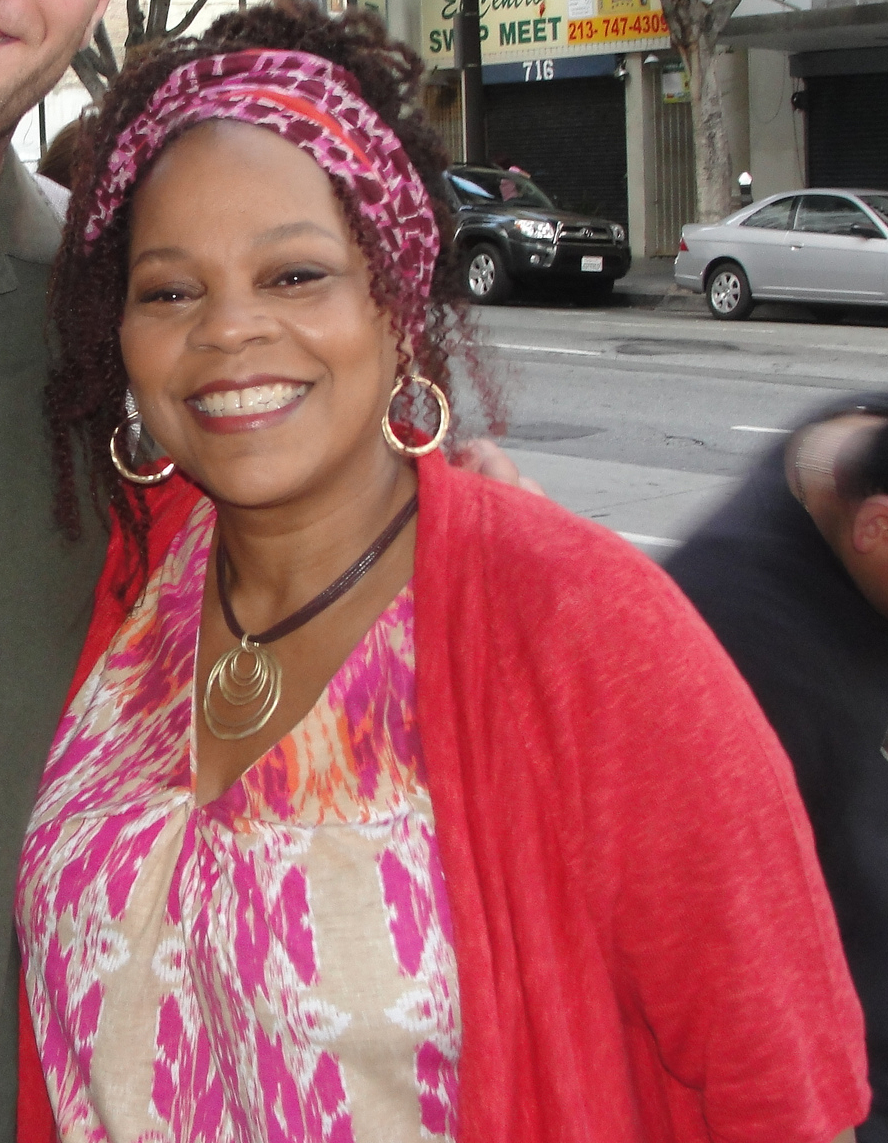
Tonye Patano (2011)

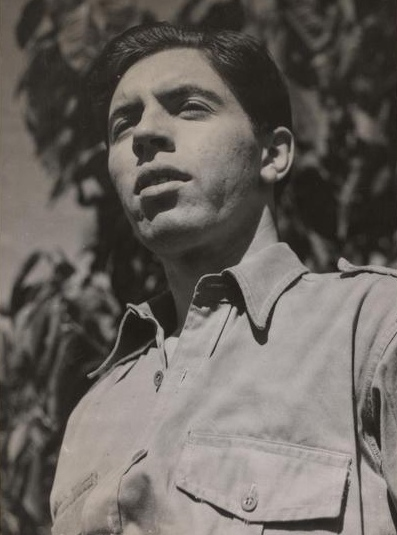
Michael Pate

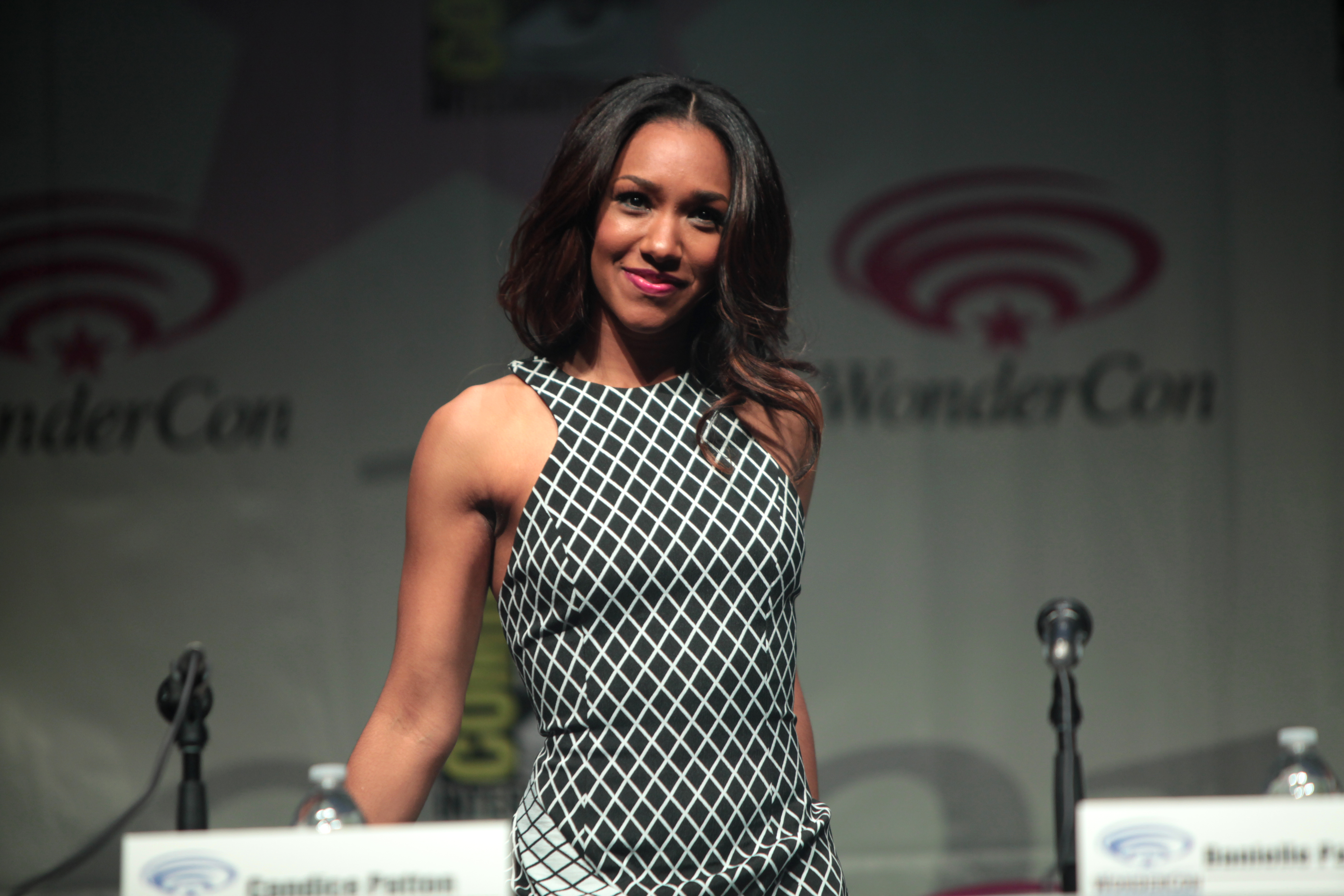
Candice Patton (2015)

- Patachou (1918-2015), Frans zangeres en actrice
- George Pataki (1945), Amerikaans politicus
- Michael Pataki (1938-2010), Amerikaans acteur
- Tonye Patano (1961), Amerikaans actrice
- Badri Patarkatsisjvili (1955–2008), Georgisch zakenman en politicus
- Ange-Félix Patassé (1937-2011), voormalig president van de Centraal-Afrikaanse Republiek
- Harry Patch (1898-2009), Brits oorlogsveteraan en oudste man in Europa
- Ann Patchett (1963), Amerikaans schrijver
- Danny Pate (1979), Amerikaans wielrenner
- Michael Pate (1920-2008), Australisch filmregisseur
- Eboo Patel (1975), Indiaas-Amerikaans interreligieus activist
- Kumar Patel (1938), Indiaas natuurkundige, elektrotechnicus en uitvinder
- Jean-Baptiste Pater (1695-1736), Frans kunstschilder
- Walter Pater (1839-1894), Brits schrijver
- Pedro Paterno (1857-1911), Filipijns revolutionair, schrijver en politicus
- Vicente Paterno (1925), Filipijns politicus en topman
- Désiré Paternoster (1887-?), Belgisch voetballer
- Jan Paternotte (1984), Nederlands politicus
- Piet Paternotte (1942-2008), Nederlands voetballer
- Banjo Paterson (1864-1941), Australisch dichter
- Raghunandan Pathak (1924-2007), Indiaas rechter
- Conny Patijn (1908-2007), Nederlands ambtenaar, politicus en rechtsgeleerde
- Michiel Patijn (1942), Nederlands ambtenaar en politicus
- Schelto Patijn (1936-2007), Nederlands ambtenaar en politicus
- Pratibha Patil (1934), Indiaas politicus en president
- Mandy Patinkin (1952), Amerikaans televisie- en filmacteur
- Alejandro Patiño, Amerikaans acteur
- Gerrit Patist (1948-2005), Nederlands beeldhouwer en keramist
- Tatjana Patitz (1966-2023), Duits model
- Jan Patočka (1907-1977), Tsjechisch filosoof en dissident
- Raffaëla Paton (1983), Nederlands zangeres
- Riccardo Patrese (1954), Italiaans autocoureur
- Patricius (5e eeuw), missionaris in Ierland
- Konstantin Päts (1874-1956), president van Estland
- Viktor Patsajev (1933-1971), Russisch kosmonaut
- Stylianos Pattakos (1912-2016), Grieks politicus
- Joyce Van Patten (1934), Amerikaans actrice
- Floyd Patterson (1935-2006), Amerikaans bokser
- Jim Patterson (1928-2012), Schots voetballer
- Richard North Patterson (1947), Amerikaans schrijver
- Edinho Pattinama (1989), Nederlands voetballer
- Jordão Pattinama (1989), Nederlands voetballer
- Ton Pattinama (1956), Nederlands voetballer
- Robert Pattinson (1986), Engels acteur, model, en musicus
- Auke Pattist (1920-2001), Nederlands oorlogsmisdadiger
- Pat Pattle (1916-1941), Zuid-Afrikaans gevechtspiloot
- Candice Patton (1988), Amerikaans actrice
- Charley Patton (1891-1934), Amerikaans bluesmusicus
- Darvis Patton (1977), Amerikaans atleet
- George Patton (1885-1945), Amerikaans generaal
- Mel Patton (1924-2014), Amerikaans atleet
- Will Patton (1954), Amerikaans acteur
- Chantal Pattyn (1968), Belgisch radiopresentatrice en netmanager
- Elke Pattyn (1980), Belgisch journaliste
- Marcella Pattyn (1920-2013), Belgische begijn
- Nico Pattyn (1968), Belgisch quizzer

## Pau

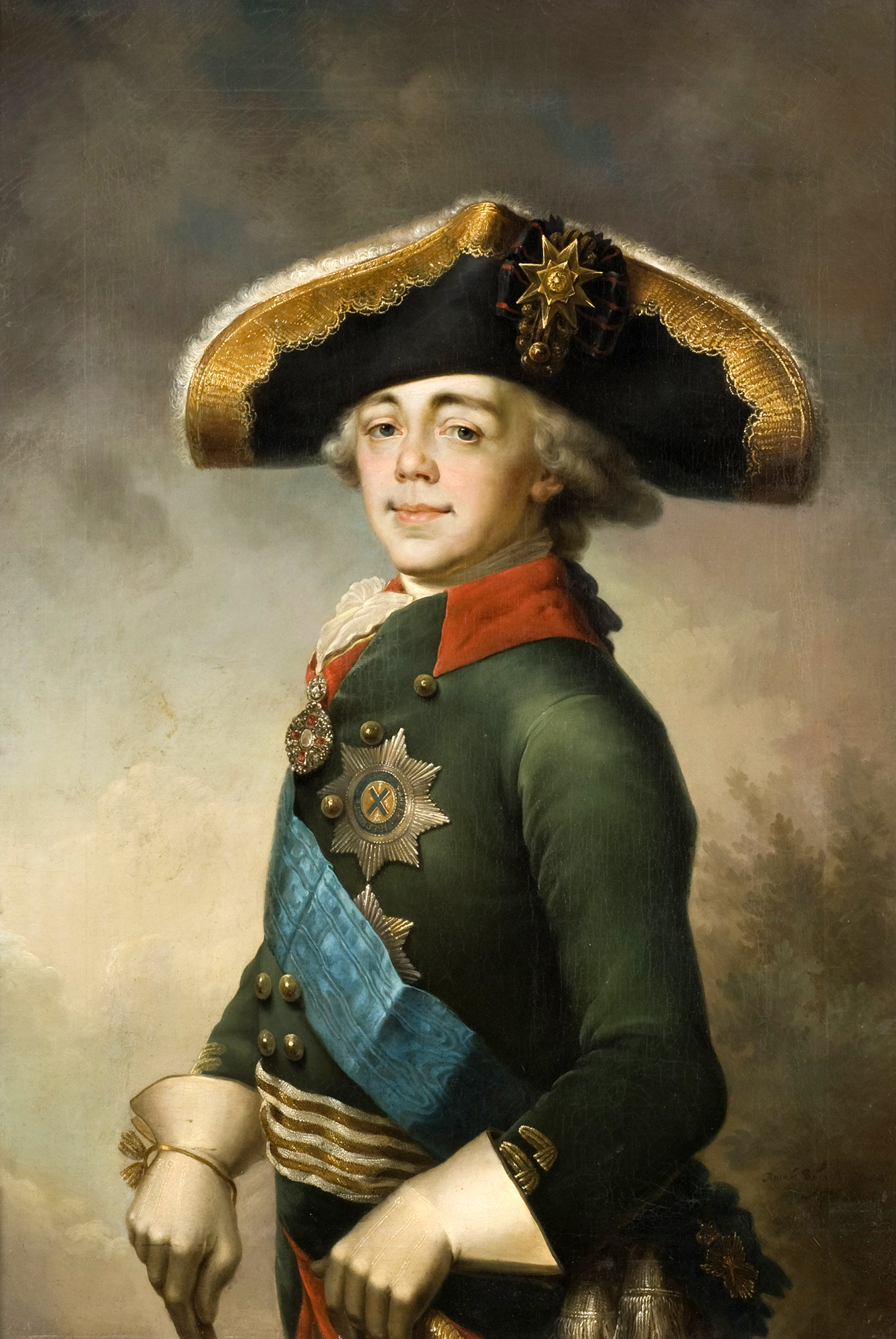
Paul I van Rusland

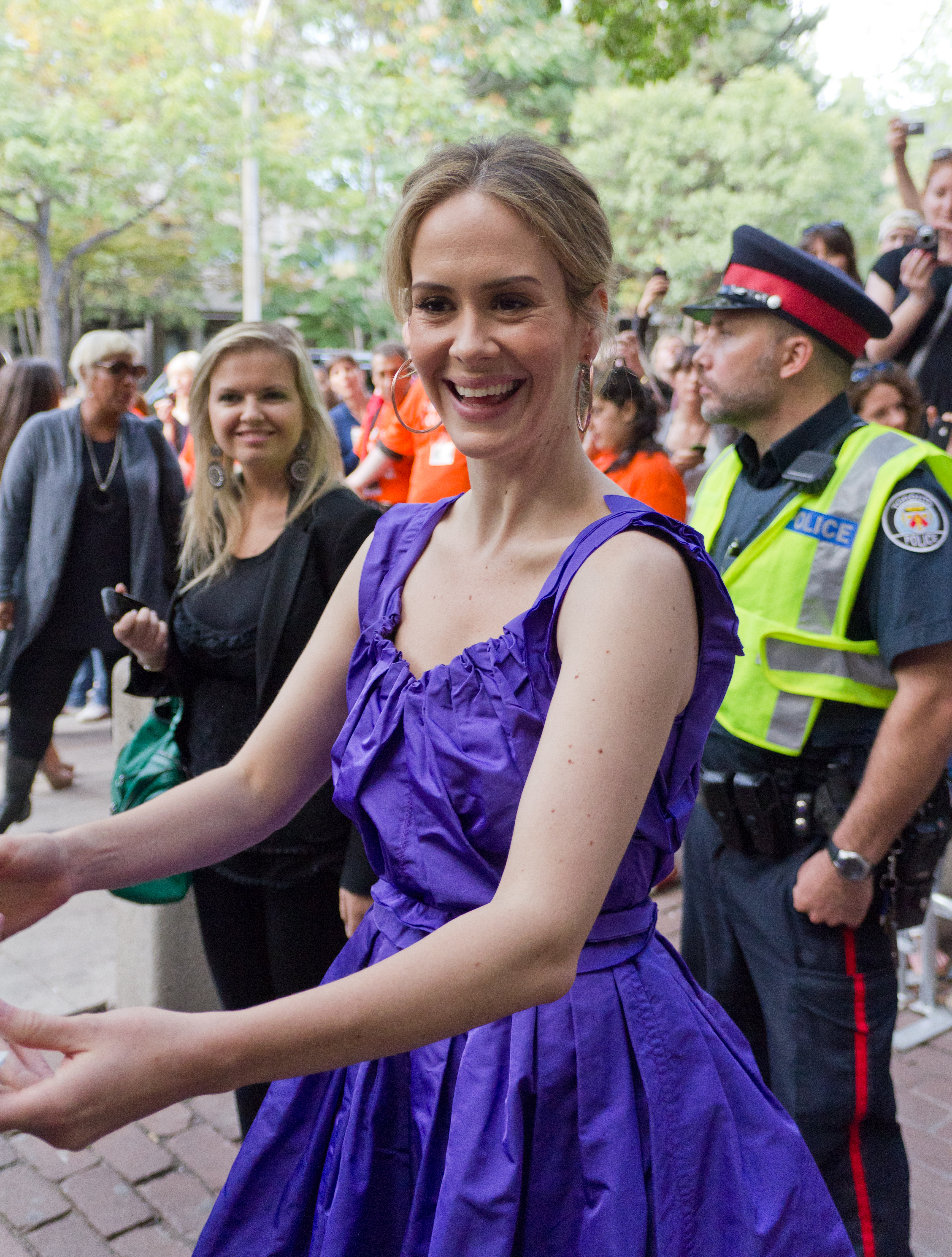
Sarah Paulson, 2011

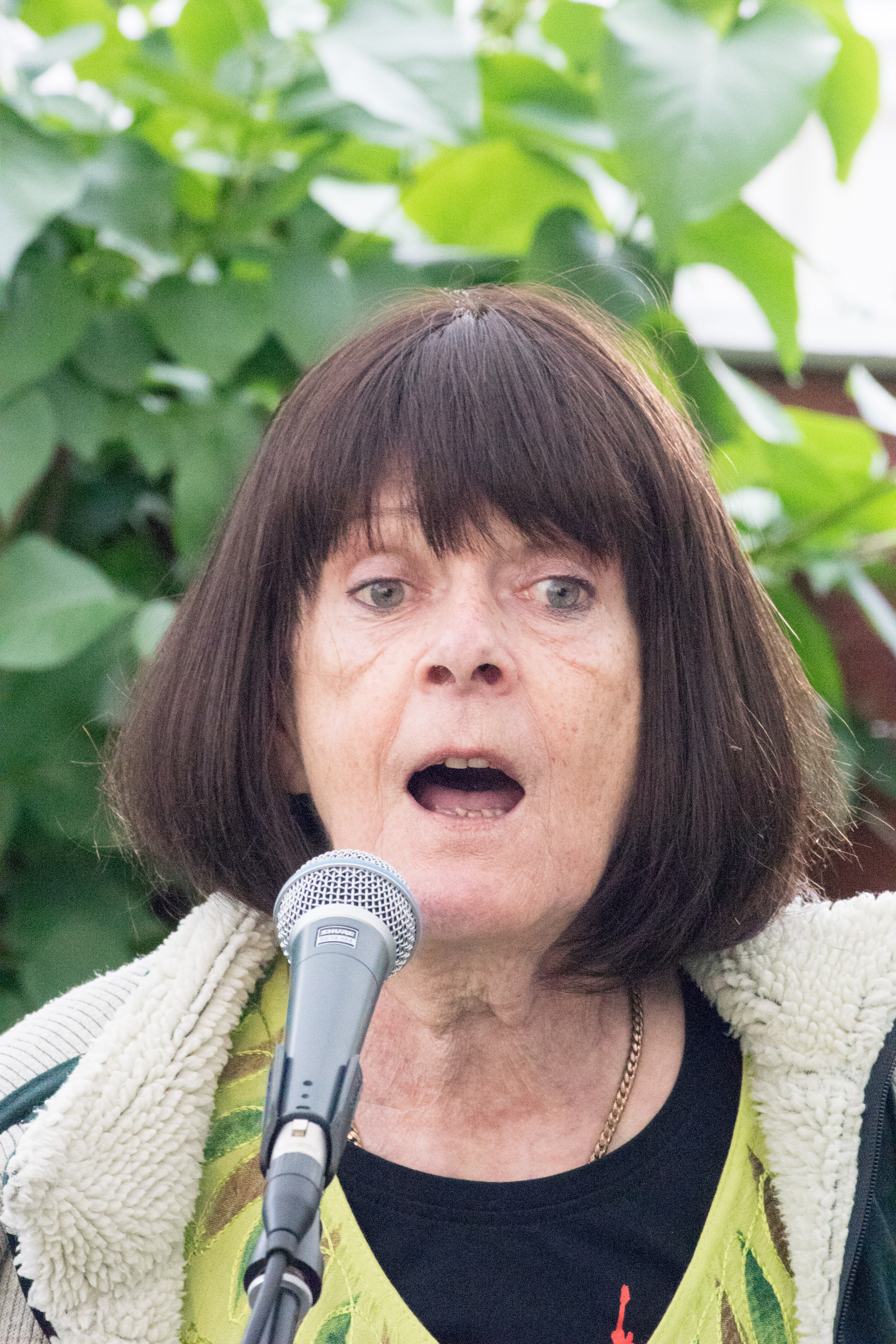
Päivi Paunu

- Paul I (1901-1964), koning van Griekenland (1947-1964)
- Paul I van Rusland (1754-1801), tsaar van Rusland (1796-1801)
- Paul Aleksandrovitsj van Rusland (1860-1919), jongste zoon van tsaar Alexander II van Rusland
- Aaron Paul (1979), Amerikaans acteur
- Alexandra Paul (1991-2023), Canadees kunstschaatsster
- Billy Paul (1934-2016), Amerikaans soulzanger
- Clarence Paul (1928-1995), Amerikaans songwriter en muziekproducent
- Gregory S. Paul (1954), Amerikaans paleontoloog en wetenschappelijk illustrator
- John Paul jr. (1960-2020), Amerikaans autocoureur
- John Paul sr. (1939), Amerikaans autocoureur en crimineel
- Les Paul (1915-2009), Amerikaans gitarist en gitaarbouwer
- Lynsey de Paul (1948-2014), Brits singer-songwriter
- Maximilian Paul (2000), Duits autocoureur
- Nancy Paul, Amerikaans actrice
- Rand Paul (1963), Amerikaans politicus
- Richard Joseph Paul (1956), Amerikaans acteur
- Robert Paul (1949), Nederlands entertainer
- Ron Paul (1935), Amerikaans politicus en arts
- Terrence Paul (1964), Canadees stuurman bij het roeien
- Wolfgang Paul (1913-1993), Duits natuurkundige en Nobelprijswinnaar
- Antoine de Paule (1551-1636), grootmeester van de Orde van Malta van 1623 tot 1636
- Adriaan Paulen (1902-1985), Nederlands atleet, sportbestuurder en verzetsman
- Louis Paulhan (1883-1963), Frans luchtvaartpionier
- Adolphe Pauli (1820-1895), Belgisch architect en hoogleraar
- Christian Pauli (1992), Oostenrijks-Duits voetballer
- Georg Pauli (1855-1935), Zweeds kunstenaar
- George Pauli (1923-2003), Nederlands militair en ambtenaar
- Gunter Pauli (1956), Belgisch ondernemer, milieuactivist en schrijver
- Hanna Pauli (1864-1940), Zweeds kunstenares
- Hermann Reinhold Pauli (1682-1750), Duits theoloog en predikant
- Walter Pauli (1965), Belgisch journalist
- Wolfgang Pauli (1900-1958), Oostenrijks-Amerikaans natuurkundige
- Pierre Paulin (1927-2009), Frans architect
- Scott Paulin (1950), Amerikaans acteur
- Hensley Paulina (1993), Nederlands atleet
- Linus Pauling (1901-1994), Amerikaans chemicus
- Sérgio Paulinho (1980), Portugees wielrenner
- Morgan Paull (1944-2012), Amerikaans acteur
- Stian Paulsen (1987), Noors autocoureur
- Sarah Paulson (1974), Amerikaans actrice
- Paulus (1e eeuw), Joods-Romeins apostel van Jezus Christus
- Paulus III (1468-1549), Italiaans paus (1534-1549)
- Paulus VI (1897-1978), Italiaans paus (1963-1978)
- Camille Paulus (1943), Belgisch politicus
- Pieter Paulus (1754-1796), Nederlands jurist, admiraal-fiscaal en politicus
- Friedrich Paulus (1890-1957), Duits militair
- Piet Paulusma (1956-2022), Nederlands weerman
- Inge Paulussen (1976), Vlaams actrice
- Jean-Pierre Paumen (1956-2015), Belgisch atleet
- Maartje Paumen (1985), Nederlands hockeyster
- Ville Paumola (1991), Fins snowboarder
- Päivi Paunu (1946-2016), Fins zangeres
- Rémi Pauriol (1982), Frans wielrenner
- Laura Pausini (1974), Italiaans zangeres
- Konstantin Paustovski (1892-1968), Russisch schrijver
- Jeroen Pauw (1960), Nederlands televisieproducent- en presentator
- Achiel Pauwels (1932), Belgisch kunstenaar
- Caroline Pauwels (1964-2022), Belgisch communicatiewetenschapper en voormalig rector VUB
- Chantal Pauwels (?), Belgisch politica
- Claude Pauwels (1980), Belgisch wielrenner
- Dirk Pauwels (1955), Belgisch theatermaker en theaterproducent
- Eddy Pauwels (1935-2017), Belgisch wielrenner
- Eline Pauwels (1990), Belgisch actrice, bekend onder de naam Eline Powell
- Emiel Pauwels (1918-2014), Belgisch atleet
- Ferdinand Pauwels (1830-1904), Belgisch kunstschilder
- François Pauwels (1754-1828), Vlaams burgemeester
- François Pauwels (1888-1966), Belgisch schrijver
- Henri Pauwels (1890-1946), Belgisch syndicalist en politicus
- Henri Pauwels (1923-2010), Belgisch kunsthistoricus en conservator
- Ivo Pauwels (1938-2023), Belgisch acteur
- Ivo Pauwels (1938), Belgisch schrijver
- Jacques Pauwels (1946), Belgisch-Canadees historicus, politicoloog en publicist
- Jan Pauwels (1945-2003), Belgisch acteur
- Jean-Pierre Pauwels (1937), Belgisch ambtenaar en hoogleraar
- Joseph Pauwels (1818-1876), Belgisch kunstschilder
- Julien Pauwels (1929-2007), Belgisch stadsomroeper, belleman van Gent
- Kathy Pauwels (1966), Belgisch journaliste en presentatrice
- Katrien Pauwels (1965), Belgisch schaatsster
- Kevin Pauwels (1984), Belgisch wielrenner
- Lies Pauwels (1968), Belgisch actrice en theaterregisseur
- Luc Pauwels (1966), Belgisch journalist
- Maurice Pauwels (1929), Belgisch componist, dirigent, musicus
- Peter-Frans Pauwels (1965), Nederlands ondernemer
- René Pauwels (1927-2013), Belgisch acteur
- Rik Pauwels (1973), Belgisch voetbalcoach
- Rombout Pauwels (1625-1692), Zuid-Nederlands beeldhouwer
- Rony (Ronnie) Maria Florimond Pauwels (1945), Belgisch dichter, schrijver en vertaler, bekend onder de naam "Claude van de Berge"
- Serge Pauwels (1983), Belgisch wielrenner
- Thierry Pauwels (1957), Belgisch sterrenkundige
- Tim Pauwels (1971), Belgisch journalist
- Tim Pauwels (1981-2004), Belgisch wielrenner

## Pav

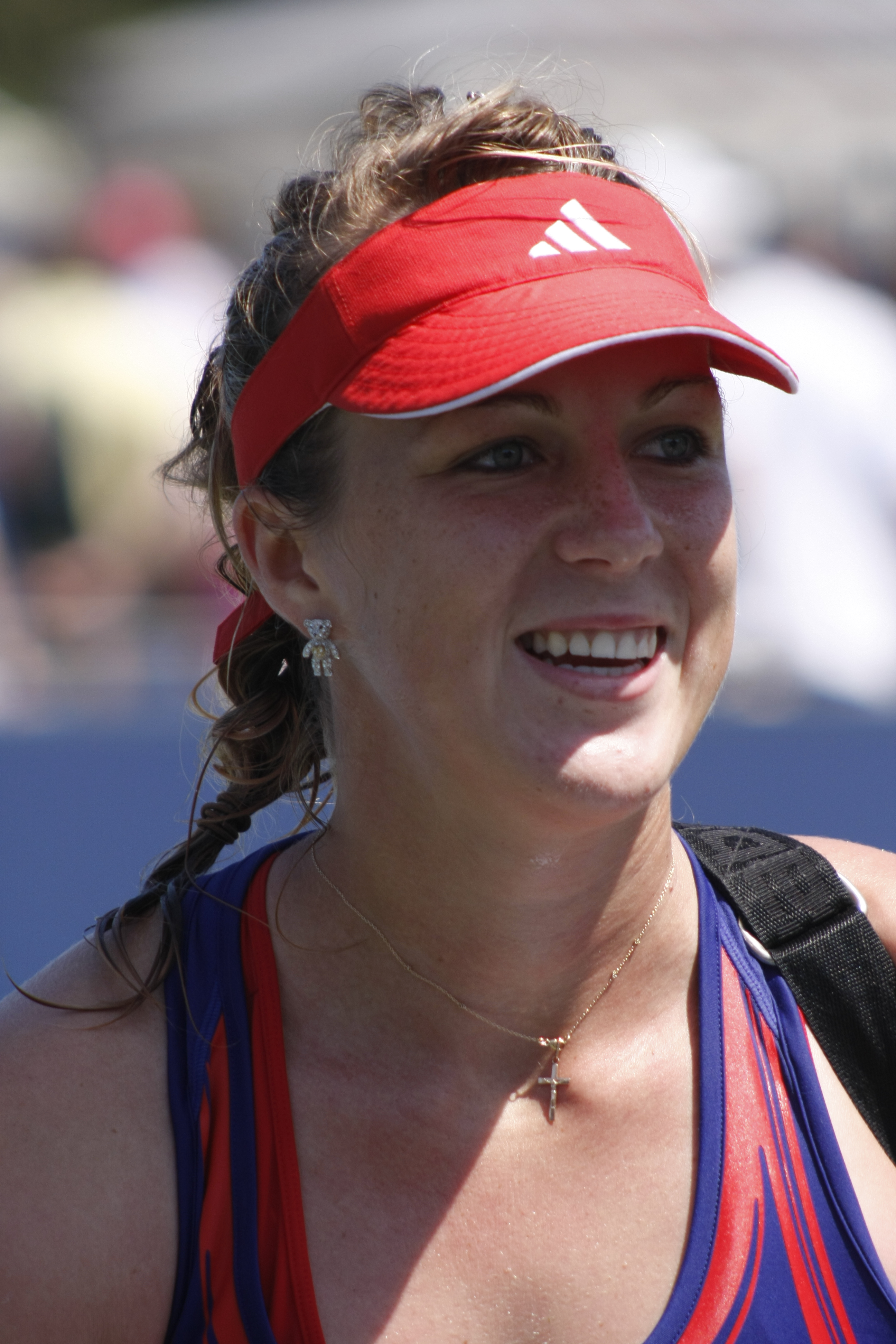
Anastasija Pavljoetsjenkova

- Marisa Pavan (1932-2023), Italiaans actrice
- Luciano Pavarotti (1935-2007), Italiaans operazanger
- Marcel Pavel (1959), Roemeens zanger
- Ante Pavelić (1889-1959), Kroatisch fascistisch dictator (1941-1945)
- Ivo Pavelić (1908-2011), Kroatisch zwemmer en voetballer
- Joanne Pavey (1973), Brits atlete
- Joseph Pavez (1862-1926), Belgisch politicus
- Miran Pavlin (1971), Sloveens voetballer
- Anastasija Pavljoetsjenkova (1991), Oekraïens tennisspeelster
- Ivan Pavlov (1849-1936), Russisch psycholoog
- Oleg Pavlov (1970-2018), Russisch schrijver en essayist
- Anna Pavlova (1881-1931), Russisch ballerina en filantrope
- Mateo Pavlović (1990), Bosnisch-Kroatisch voetballer
- Mirjan Pavlović (1989), Australisch-Kroatisch voetballer
- Željko Pavlović (1971), Bosnisch-Kroatisch voetballer
- Helena Christina van de Pavord Smits (1867-1941), Nederlands botanisch illustrator

## Paw
- Khairul Idham Pawi (1998), Maleisisch motorcoureur
- Eva Pawlik (1927-1983), Oostenrijks kunstschaatsster
- Katarzyna Pawłowska, (1989), Pools wielrenner
- David Pawson (1930), Brits theoloog, voorganger en christelijk schrijver

## Pax
- Jeremy Paxman (1950), Brits journalist, presentator en schrijver
- Bill Paxton (1955), Amerikaans acteur en filmregisseur
- Joseph Paxton (1803-1865), Brits architect

## Pay

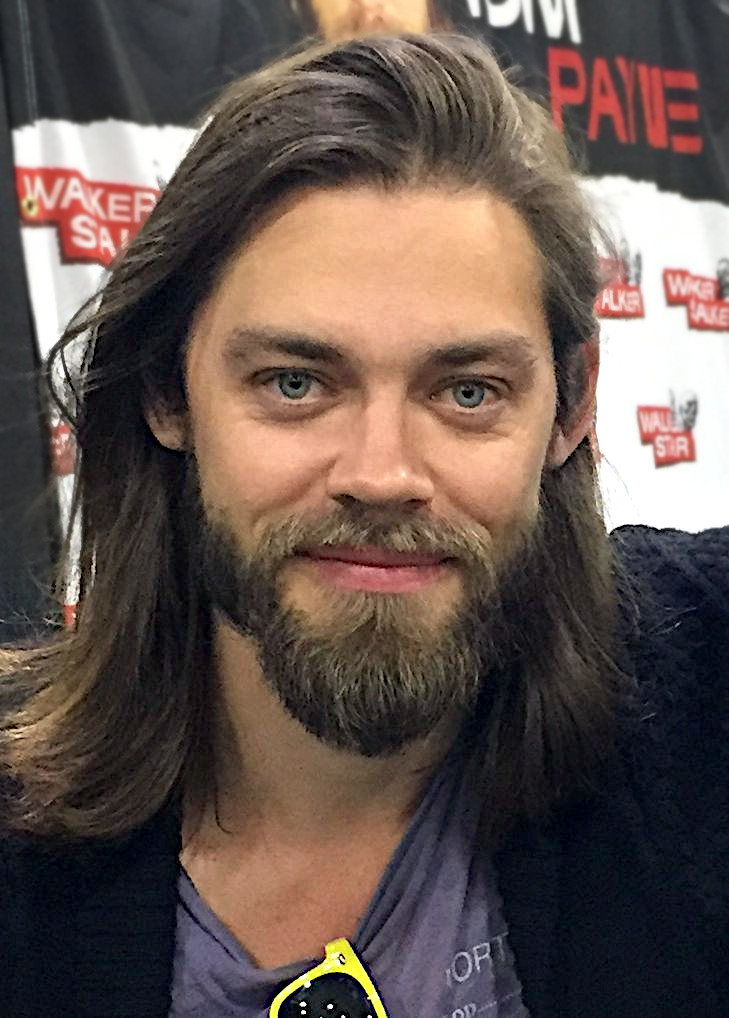
Tom Payne, 2016

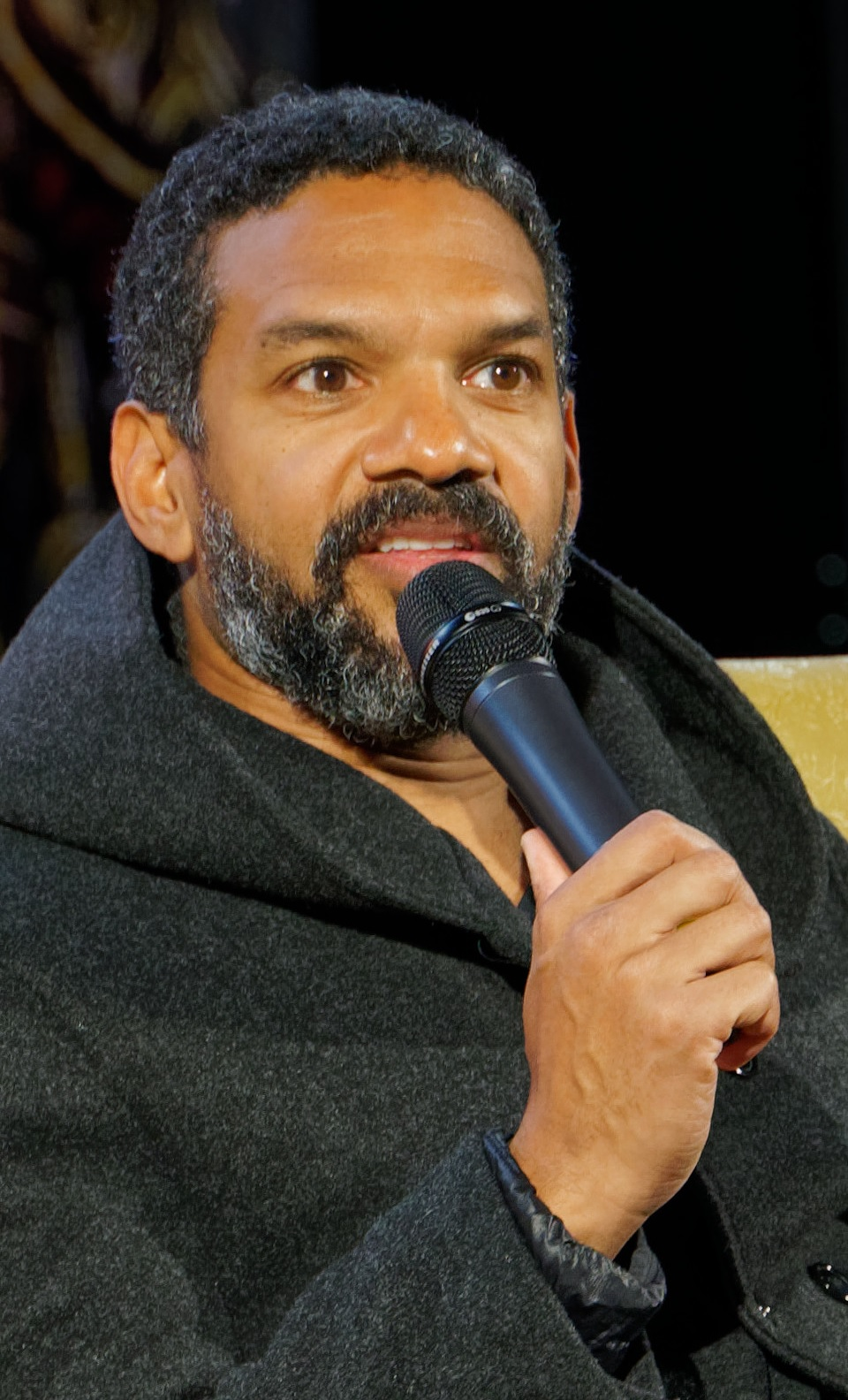
Khary Payton, 2020

- Oswaldo Payá (1952-2012), Cubaans dissident
- Alexander Payer (1989), Oostenrijks snowboarder
- Liam Payne (1993-2024), Brits singer-songwriter
- Tom Payne (1982), Brits acteur
- Denis Payton (1943-2006), Engels saxofonist
- Khary Payton (1972), Amerikaans (stem)acteur
- Pamela Payton-Wright (1941), Amerikaans actrice

## Paz
- Adrián Paz (1968), Uruguayaans voetballer
- Miguel Paz Barahona (1863-1937), president van Honduras (1925-1929)
- Kazimierz Paździor (1935-2010), Pools bokser